# Senja
Senja (lap. Sážža) – wyspa na Morzu Norweskim w północnej Norwegii. Zajmuje powierzchnię 1589,35 km², co czyni ją drugą pod względem wielkości wyspą wybrzeża kontynentalnej Norwegii (po wyspie Hinnøya). Zamieszkana przez 7679 osób.
Administracyjnie znajduje się w gminie Senja w okręgu Troms og Finnmark.

## Nazwa
Etymologia nazwy Senja nie jest jednoznaczna. Nazwa wyspy może pochodzić od staronordyckiego sundr, czyli „oddzieleni”, co byłoby nawiązaniem do urozmaiconej linii brzegowej.

## Geografia
Wyspa na Morzu Norweskim w północnej Norwegii na północny wschód od archipelagu Vesterålen. Na północnym wschodzie oblewają ją wody fiordu Malangen, na wschodzie cieśniny Gisundet, na południu Solbergfjorden i Vågsfjorden a na południowym zachodzie Andfjorden.
Linia brzegowa wyspy – przede wszystkim na północy i na zachodzie – jest bardzo urozmaicona, poprzecinana 12 fiordami. 
Północna i zachodnia część wyspy, zbudowana głównie ze skał granitowych i gabro, ma charakter górzysty. Najwyższym wzniesieniem jest Breitinden (1001 m n.p.m.). Na południu i wschodzie dominują krajobraz równinny, doliny z licznymi jeziorami. W południowo-zachodniej części znajduje się Park Narodowy Ånderdalen. 
W Skaland znajduje się firma Skaland Graphite AS – największy producent grafitu w Europie. 
Ze stałym lądem Senja połączona jest mostem Gisundbrua nad cieśniną Gisundet. 

## Miejscowości
Największą miejscowością na wyspie jest Silsand w części wschodniej, który w 2019 roku liczył 1563 mieszkańców. Innymi miejscowościami na wyspie są: Gryllefjord (382 mieszkańców), Senjahopen (294), Husøy (311) Torsken (208), Gibostad (320) i Vangsvik (294).